# Перспектива (геометрія)
Перспекти́ва (у геометрії) — спосіб зображення фігур, заснований на застосуванні центрального проєктування (див. Нарисна геометрія, Проєкція).
Для отримання перспективного зображення будь-якого предмета проводять з обраної точки простору (центру перспективи) промені на всі точки даного предмета. На шляху променів ставлять ту поверхню, на якій бажають отримати зображення. У перетині проведених променів з поверхнею отримують шукане зображення предмета. Перспективне зображення предмета на площині називається лінійною перспективою, на внутрішній поверхні циліндра - панорамною перспективою, на внутрішній поверхні сфери - купольною перспективою. Перспективні зображення паралельних прямих перетинаються в так званих точках сходження, а паралельні площини — в лініях сходження.
Загальний спосіб побудови перспективи складних об'єктів (ортогональні проєкції яких задані) на вертикальній  і похилих площинах заснований на теоремі проєктивної геометрії про відповідність чотирьох точок. На об'єкті вибирають дві взаємно перпендикулярні площини, і на кожній з них намічають прямокутник. Потім за правилами нарисної геометрії будують перспективу цих прямокутників. Точки  перетину продовжень сторін прямокутників є точками сходження . Поєднуючи точки перетину діагоналей побудованих прямокутників з точками сходження, знаходять у перетині отриманих прямих зі сторонами прямокутників перспективу середин їх сторін . Для побудови інших точок об'єкта, наприклад точки М на прямій AB, намічають довільну точку О і проводять промені Oa, Ob, Od. З ортогонального креслення на окрему смужку паперу переносять точки А, В, G і M і укладають її на зображення так, щоб точки А, В і G опинилися на променях Оа, Ob і Od. Перспектива точки М (точка m) виходить проєктуванням точки М з точки О на пряму ab. Аналогічно виконуються побудови перспективи на похилій площині.
У теорії лінійної перспективи велике значення має вивчення спотворень, що виникають у периферійних частинах картини внаслідок значних відхилень променів, що проєктуються від перпендикулярного положення до площини, на якій побудовано зображення.